# Ceratostoma
Ceratostoma — рід грибів родини Ceratostomataceae. Назва вперше опублікована 1818 року.

## Класифікація
До роду Ceratostoma відносять 2 види:
- Ceratostoma cylindracea
- Ceratostoma spinella